# Rafael van der Vaart
Rafael Ferdinand van der Vaart, nizozemski nogometaš in trener, * 11. februar 1983, Heemskerk, Nizozemska.
Van der Vaart je nekdanji vezni igralec.